# АЕС Тіанж
АЕС Тіанж  - найпотужніша АЕС у Бельгії (друга - АЕС Дул). 
Розташована на правому березі річки Маас, у бельгійському окрузі Тіанж, належить до муніципатиту Юї валлонської провінції Льєж. 
Основним власником акцій станції є бельгійська компанія Electrabel.

## Енергоблоки
| Енергоблок | Тип реакторів | Потужність | Потужність | Початок будівництва | Подключення до мережі | Вводення в експлуатацію | Закриття |
| Енергоблок | Тип реакторів | Нетто      | Брутто     | Початок будівництва | Подключення до мережі | Вводення в експлуатацію | Закриття |
| ---------- | ------------- | ---------- | ---------- | ------------------- | --------------------- | ----------------------- | -------- |
| Тіанж-1    | PWR F 3-loop  | 962 МВт    | 1009 МВт   | 01.06.1970          | 07.03.1975            | 01.10.1975              | 2025     |
| Тіанж-2    | PWR W 3-loop  | 1008 МВт   | 1055 МВт   | 01.04.1976          | 13.10.1982            | 01.06.1983              | 2023     |
| Тіанж-3    | PWR W 3-loop  | 1038 МВт   | 1089 МВт   | 01.11.1978          | 15.06.1985            | 01.09.1985              | 2025     |